# ملعب حديقة بونافيستا الحكومي للجولف
ملعب متنزه بونافيستا الحكومي للغولف متنزه حكومي وملعب الجولف يقع في بلدة أوفيد، غرب قرية أوفيد، بولاية نيويورك ، الولايات المتحدة. تقع الحديقة بين متنزه سامبسون الحكومي و متنزه بحيرة سينيكا الحكومي وتطل على بحيرة سينيكا. تبلغ مساحته 247 فدان (1.00كم2).

## وصف
كانت ممتلكات متنزه بونافيستا الحكومي ذات يوم أرضًا زراعية، وكان يزرعها سكان ملجأ ويلارد للجنون المزمن. يحتوي ملعب الجولف على أشجار التفاح والكمثرى التي بقيت من بستان المزرعة.
تتميز الحديقة بملعب جولف من تسع حفر، والتي يمكن أن تسمح بجولة من 18 حفرة من خلال اللعب على كل حفرة من نقاط انطلاق مختلفة. تضم الحديقة أيضًا ناديًا ومطعمًا ومناطق نزهة ومطعمًا للوجبات الخفيفة.

## روابط خارجية
- متنزهات ولاية نيويورك: ملعب بونافيستا ستيت بارك للجولف